# Pseudococcus viburni
Pseudococcus viburni är en insektsart som först beskrevs av Victor Antoine Signoret 1875.  Pseudococcus viburni ingår i släktet Pseudococcus och familjen ullsköldlöss. Inga underarter finns listade i Catalogue of Life.